# Орёл (сторона монеты)

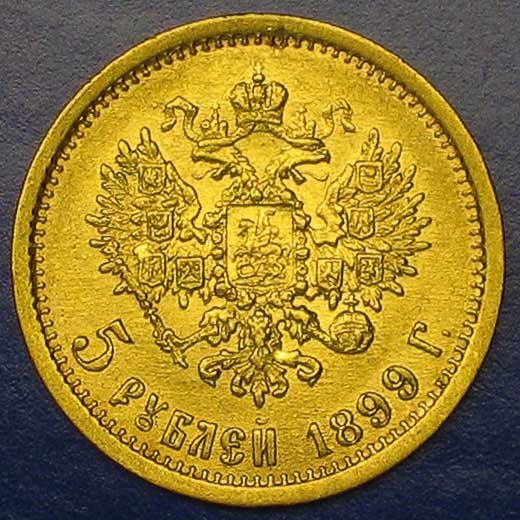
Золотой пятирублёвик Николая II 1899. Двуглавый орёл. На обратной стороне портрет Государя Императора

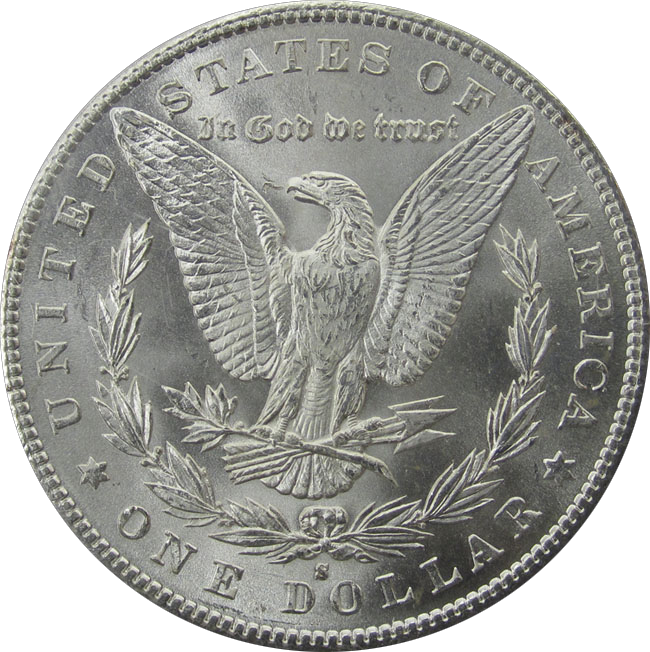
Серебряный моргановский доллар США (реверс), 1921. На обратной стороне профиль головы Свободы

Орёл, иногда копьё — в дореволюционной России так именовалась в просторечии сторона любой монеты с изображением государственного герба или Георгия Победоносца. Противоположна решке. Первые общегосударственные монеты мелких номиналов, появившиеся после денежной реформы Петра I, несли на аверсе изображение двуглавого орла.
Орёл может быть как реверсом (как правило, в настоящее время), так и аверсом (как правило, для монет Российской империи).
Традиция называть орлом сторону монеты с государственным гербом сохранилась и в СССР, на гербе которого орёл отсутствовал (вместо него был герб СССР с изображением земного шара).

## Монеты СССР и России

Серебряный полтинник Николая II. 1896. Двуглавый орёл
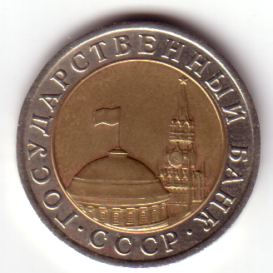
Биметаллические 10 рублей СССР 1991. Московский Кремль
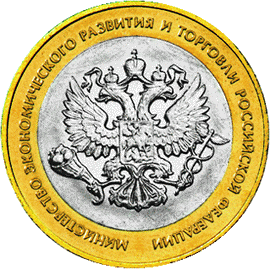
Современные биметаллические десятирублёвки с эмблемами министерств:
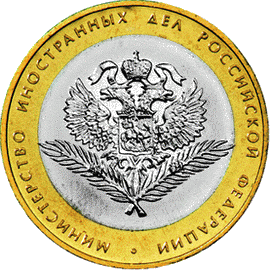
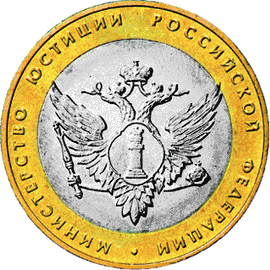
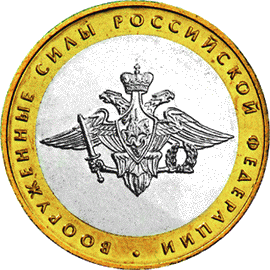
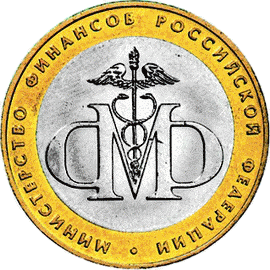
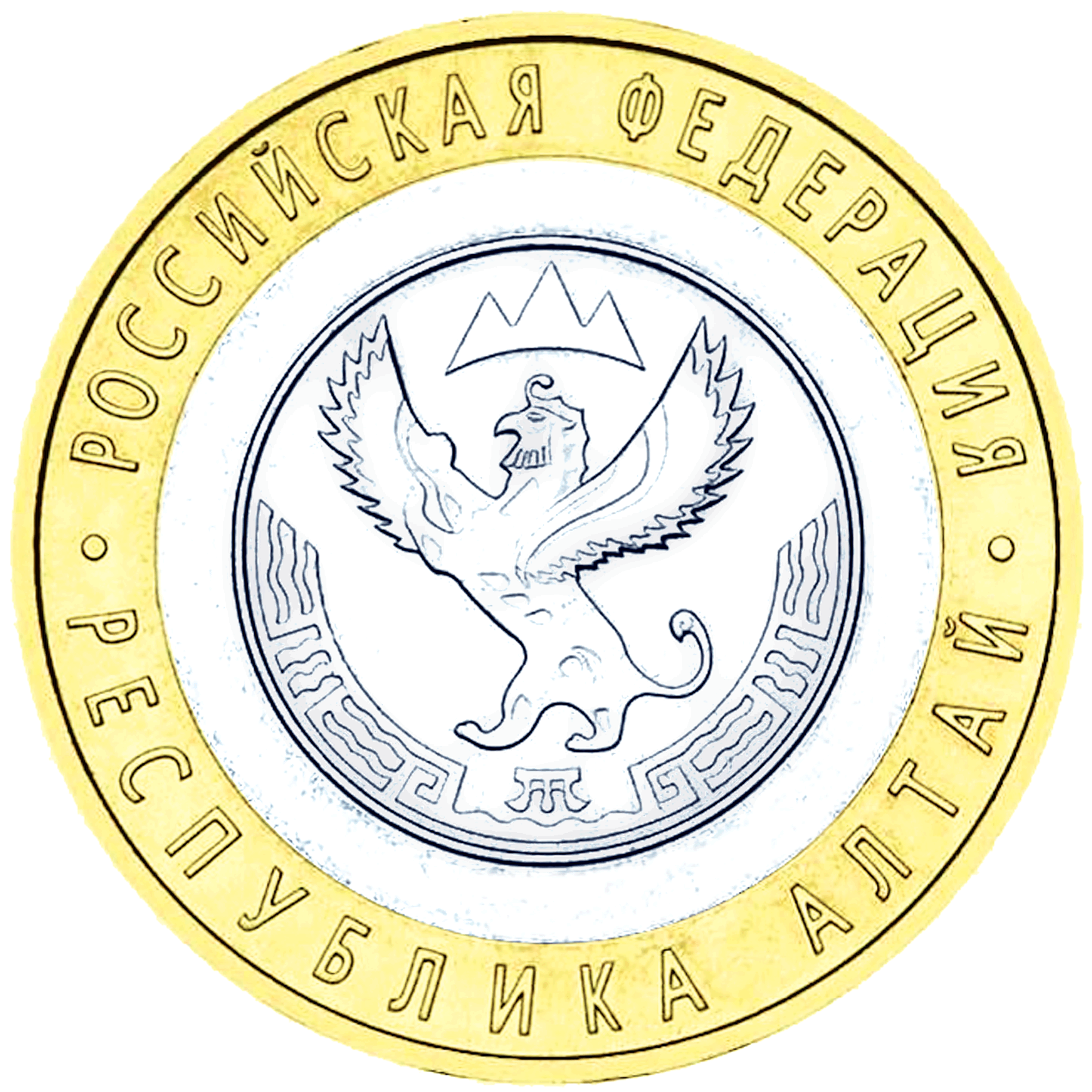
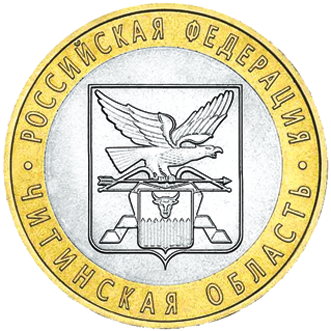
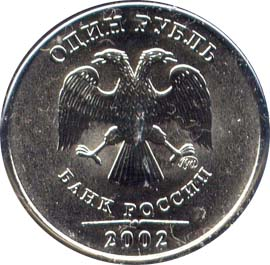
1 рубль 2002. Двуглавый орёл. Медно-никелевый сплав

## Современные монеты стран постсоветского пространства

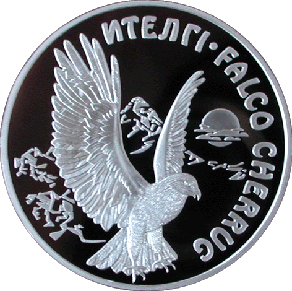
500 серебряных казахстанских тенге с изображением сокола балобана. 2004
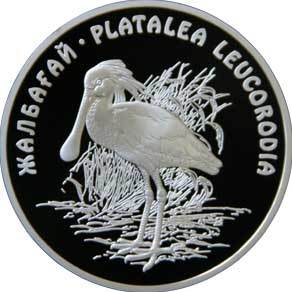
500 серебряных казахстанских тенге с изображением колпицы. 2007
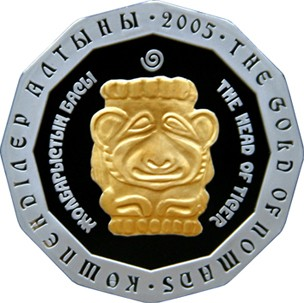
12-угольные 500 серебряных казахстанских тенге с изображением золотой головы тигра. 2005
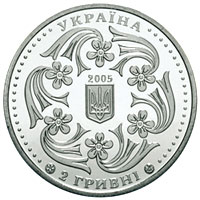
Две украинские гривны (Вирский) с изображением герба Украины. Нейзильбер, 2005

## Монеты других стран

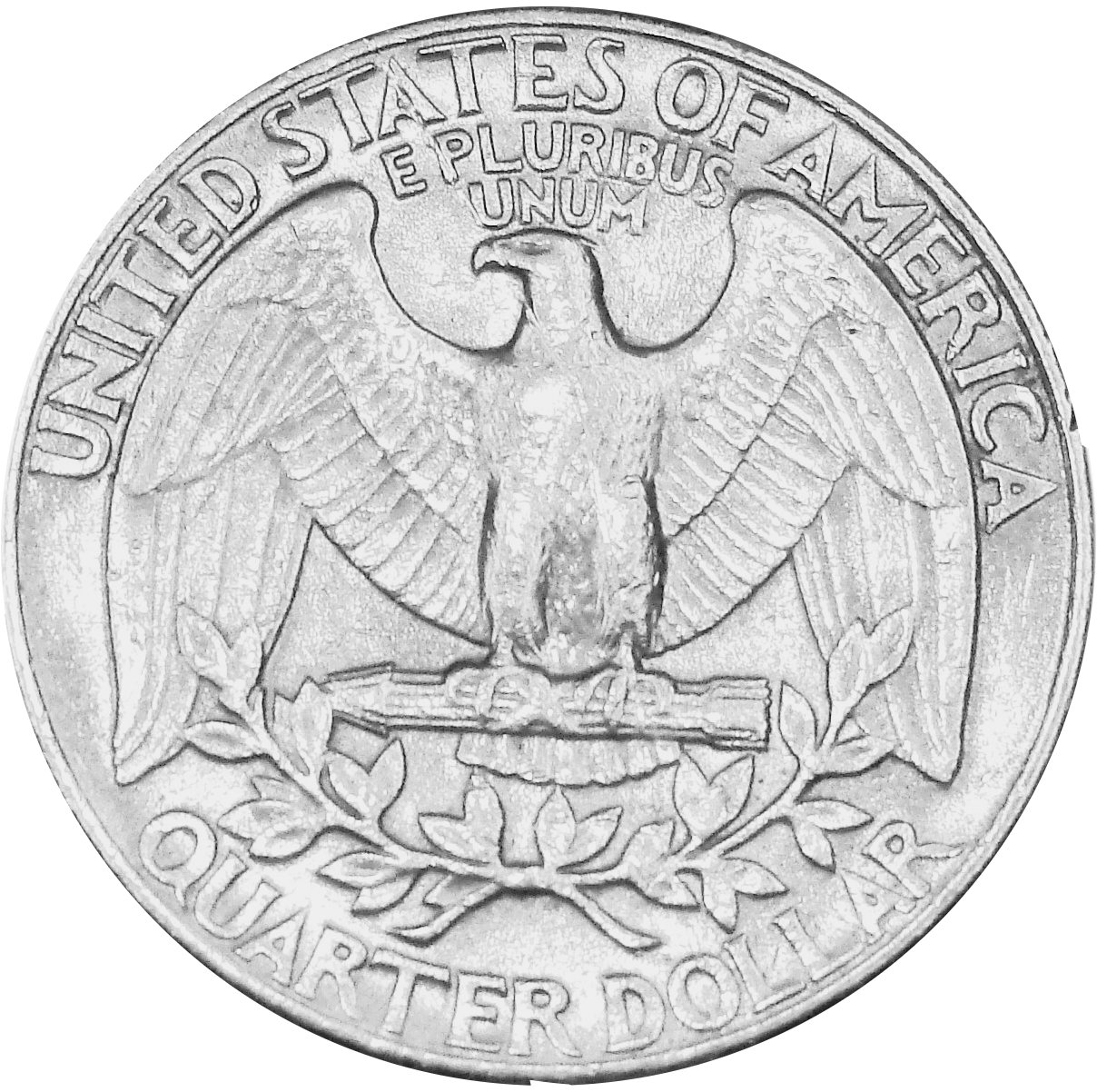
Современный американский квартер с изображением орла, никель
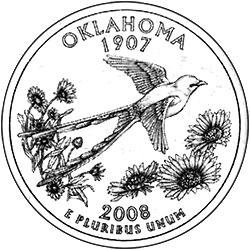
25 центов штата Оклахома с изображением хвостатой мухоловки. 2008